# Sason sundaicum
Sason sundaicum is een spinnensoort uit de familie Barychelidae. De soort komt voor in Thailand en Maleisië.